# MathML
Il MathML (acronimo di Mathematical Markup Language, linguaggio di markup matematico) è un linguaggio web usato per rappresentare simboli e formule matematiche, che permette anche di attribuire un significato semantico alle formule. 
È stato derivato dall'XML come una specifica del gruppo di lavoro sulla matematica del W3C.
Le specifiche della versione 1.01 del formato furono rilasciate nel giugno del 1999 e la versione 2.0 apparve nel febbraio 2001. Nell'ottobre 2003 fu pubblicata dal W3C la seconda edizione di MathML versione 2.0.
MathML non si occupa solo della presentazione ma anche del significato dei componenti delle formule. Un sistema, chiamato OpenMath, che si occupi della semantica matematica, inteso come complemento di MathML, è in sviluppo.

## Esempi
La formula:
{\displaystyle x={\frac {-b\pm {\sqrt {b^{2}-4ac}}}{2a}}}
Generata tramite il codice TEX:
```
x = 
\frac
{
-b 
\pm
 
\sqrt
{
b
^
2 - 4ac
}}{
2a
}

```

Può essere scritta in MathML nel seguente modo:
```
<math>

 
<mrow>

  
<mi>
x
</mi>

  
<mo>
=
</mo>

  
<mfrac>

    
<mrow>

      
<mrow>

        
<mo>
-
</mo>

        
<mi>
b
</mi>

      
</mrow>

      
<mo>
&PlusMinus;
</mo>

      
<msqrt>

        
<mrow>

          
<msup>

            
<mi>
b
</mi>

            
<mn>
2
</mn>

          
</msup>

          
<mo>
-
</mo>

          
<mrow>

            
<mn>
4
</mn>

            
<mo>
&InvisibleTimes;
</mo>

            
<mi>
a
</mi>

            
<mo>
&InvisibleTimes;
</mo>

            
<mi>
c
</mi>

          
</mrow>

        
</mrow>

      
</msqrt>

    
</mrow>

    
<mrow>

      
<mn>
2
</mn>

      
<mo>
&InvisibleTimes;
</mo>

      
<mi>
a
</mi>

    
</mrow>

  
</mfrac>

 
</mrow>

</math>

```

Nonostante possa essere meno chiara al lettore, la struttura XML promette di renderla ampiamente usabile e permette la visualizzazione in applicazioni come i browser web e facilita un'interpretazione del suo significato da parte dei software matematici.

## Supporto software
Sono disponibili molti programmi in grado di convertire espressioni matematiche verso MathML, inclusi convertitori fra TEX e MathML. Inoltre, la Wolfram Research produce un programma per convertire espressioni matematiche in MathML.
Fra i maggiori browser, quelli che supportano direttamente il formato sono le versioni recenti di Mozilla ed i suoi derivati , le versioni di Opera a partire dalla 11.60 e Google Chrome a partire dalla versione 24. Esistono plugin esterni per utilizzare il formato anche con altri browser; ad esempio, Internet Explorer lo supporta tramite MathPlayer.
MathML è supportato inoltre dai grandi software per l'ufficio come la suite di Apple (Pages, Keynote, Numbers), LibreOffice e Microsoft Word e da software matematici come Mathematica.